# Pakketgeschakeld netwerk
Een pakketgeschakeld netwerk duidt erop dat op een LAN of ander netwerk de over te zenden gegevens opgesplitst worden in kleinere pakketten met variabele grootte.
Door deze opdeling van gegevens in pakketten kunnen verschillende computers gelijktijdig gebruikmaken van het netwerk. De pakketten worden door elkaar en zo nodig via verschillende wegen verstuurd. De ontvangstcomputer moet een mechanisme hebben om de voor hem bestemde gegevens opnieuw samen te stellen.
Een oudere vorm van communicatie dan pakketschakeling is circuitschakeling, waarin een bepaalde verbinding gedurende de gehele overdracht een vast communicatiekanaal toegewezen krijgt, zoals toegepast in de WAN-technologie bij telefonie (ISDN) of bij PSTN. Bij een telefoongesprek wordt een communicatieroute opengehouden zolang het gesprek duurt; er wordt een bepaalde bandbreedte voor het gesprek gereserveerd en deze zal weer vrijgegeven worden als het gesprek beëindigd wordt.
In de jaren 70 van de 20e eeuw werden in veel landen netwerken gebouwd speciaal voor dataverbindingen. Hoewel veelvuldig gebruik werd gemaakt van het circuitgeschakelde gewone telefoonnetwerk voor verbindingen tussen computers ontstond er een toenemende behoefte aan een speciaal/eigen netwerk voor datacommunicatie. Op basis van het gestandaardiseerde X.25-protocol ontwikkelden veel landen een speciaal netwerk voor dataverkeer. In Nederland bouwde het toenmalige staatsbedrijf PTT zo'n openbaar netwerk onder de naam Datanet 1.
In het dagelijks spraakgebruik werden de termen X.25 en ook wel Datanet 1 gebruikt als men eigenlijk een (willekeurig) netwerk bedoelde gebaseerd op dit X.25-protocol.
Een compromis tussen een pakketgeschakeld netwerk en een circuitgeschakeld netwerk is een tijdgeschakeld netwerk, ook wel celgeschakeld netwerk genoemd. Hierbij wordt het verkeer in pakketjes van een vaste grootte opgedeeld, die cellen worden genoemd. Het gevolg hiervan is dat de beschikbare bandbreedte in tijd eerlijk over de kanalen verdeeld wordt. Deze techniek wordt gebruikt bij ATM-netwerken.